# Xã Orient, Quận Faulk, South Dakota
Xã Orient (tiếng Anh: Orient Township) là một xã thuộc quận Faulk, tiểu bang Nam Dakota, Hoa Kỳ. Năm 2010, dân số của xã này là 49 người.